# Episodi di Cavalcade of America (terza stagione)
La terza stagione della serie televisiva Cavalcade of America è stata trasmessa in anteprima negli Stati Uniti d'America dalla ABC tra il 28 settembre 1954 e il 21 giugno 1955.
| nº | Titolo originale                                   | Titolo italiano | Prima TV USA      | Prima TV Italia |
| -- | -------------------------------------------------- | --------------- | ----------------- | --------------- |
| 1  | Mountain Man                                       |                 | 28 settembre 1954 |                 |
| 2  | The Great Gamble                                   |                 | 5 ottobre 1954    |                 |
| 3  | The Forge                                          |                 | 26 ottobre 1954   |                 |
| 4  | Moonlight Witness                                  |                 | 2 novembre 1954   |                 |
| 5  | Saturday Story                                     |                 | 9 novembre 1954   |                 |
| 6  | The American Thanksgiving: Its History and Meaning |                 | 23 novembre 1954  |                 |
| 7  | Ordeal in Burma                                    |                 | 30 novembre 1954  |                 |
| 8  | Night Call                                         |                 | 7 dicembre 1954   |                 |
| 9  | A Medal for Miss Walker                            |                 | 14 dicembre 1954  |                 |
| 10 | A Man's Home                                       |                 | 28 dicembre 1954  |                 |
| 11 | The Marine Who Was Two Hundred Years Old           |                 | 4 gennaio 1955    |                 |
| 12 | A Message from Garcia                              |                 | 18 gennaio 1955   |                 |
| 13 | Petticoat Doctor                                   |                 | 25 gennaio 1955   |                 |
| 14 | Take Off Zero                                      |                 | 1º febbraio 1955  |                 |
| 15 | Decision for Justice                               |                 | 15 febbraio 1955  |                 |
| 16 | The Hostage                                        |                 | 22 febbraio 1955  |                 |
| 17 | That They Might Live                               |                 | 8 marzo 1955      |                 |
| 18 | Man on the Beat                                    |                 | 15 marzo 1955     |                 |
| 19 | The Ship That Shook the World                      |                 | 29 marzo 1955     |                 |
| 20 | The Gift of Dr. Minot                              |                 | 12 aprile 1955    |                 |
| 21 | How to Raise a Boy                                 |                 | 26 aprile 1955    |                 |
| 22 | Stay On, Stranger                                  |                 | 3 maggio 1955     |                 |
| 23 | Sunrise on a Dirty Face                            |                 | 10 maggio 1955    |                 |
| 24 | Six Hours to Deadline                              |                 | 24 maggio 1955    |                 |
| 25 | The Palmetto Conspiracy                            |                 | 7 giugno 1955     |                 |
| 26 | The Rescue of Dr. Beanes                           |                 | 21 giugno 1955    |                 |